# Executioner’s Song
Executioner's Song  —  дебютный альбом канадской трэш/спид-метал группы Razor, выпущенный в апреле 1985 года.

## Список композиций
Слова и музыка всех песен — группа Razor.
| №   | Название            | Длительность |
| --- | ------------------- | ------------ |
| 1.  | «Take This Torch»   | 3:18         |
| 2.  | «Fast and Loud»     | 4:21         |
| 3.  | «City of Damnation» | 3:45         |
| 4.  | «Escape the Fire»   | 3:36         |
| 5.  | «March of Death»    | 3:45         |
| 6.  | «Distant Thunder»   | 4:05         |
| 7.  | «Hot Metal»         | 2:21         |
| 8.  | «Gatecrasher»       | 3:01         |
| 9.  | «Deathrace»         | 3:30         |
| 10. | «Time Bomb»         | 3:46         |
| 11. | «The End»           | 2:08         |

## Участники записи
- Стейс МкЛарен - вокал
- Дейв Карло - гитара
- Майк Кампаноло - бас-гитара
- Майк Эмбро - ударные